# Zozula (potrawa)

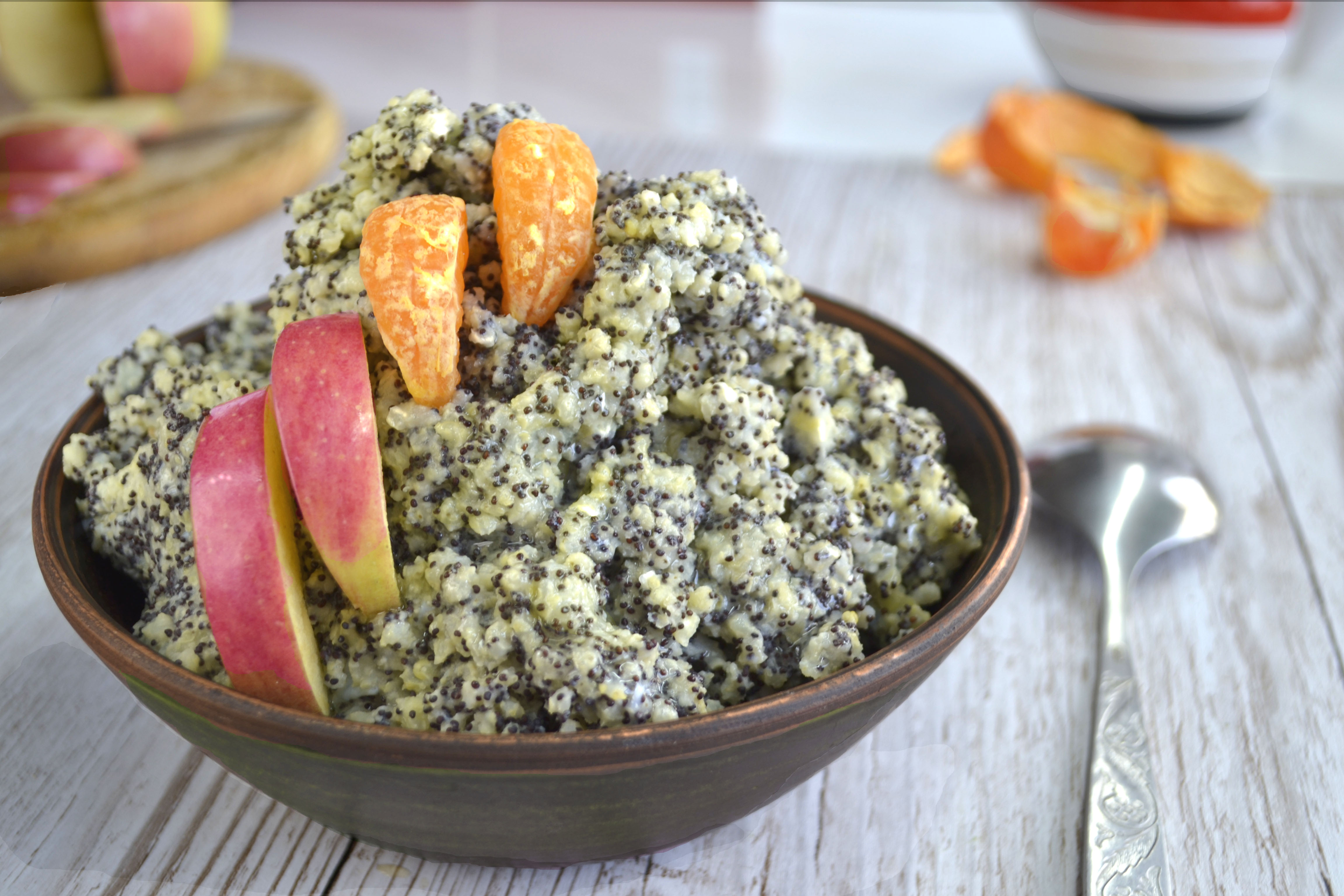
Zozula udekorowana kawałkami jabłka i mandarynki

Zozula (ukr. Зозуля, dosłownie: Kukułka) – ukraińska legumina, zapiekana kasza jaglana na mleku przygotowana z makiem, masłem i jajkami ubitymi z cukrem.
Tradycje przygotowania i spożycia «Zozuli» w rejonie winnickim we wsiach: Daszkowce (Дашківці), Zarwanci (Зарванці), Jakuszyńce (Якушинці), Łysianka (Лисянка), Szyroka Hrebla (Широка Гребля) oraz Mykułynci (Микулинці) zostały wpisane na krajową listę niematerialnego dziedzictwa kulturowego Ukrainy.
Zamiast w piecu, kaszę można udusić w garnku. Gotowe danie podaje się na ciepło. Można posypać je po wierzchu np. namoczonymi rodzynkami.
Nazwa potrawy nawiązuje do jej wyglądu – połączenie jasnego prosa i ciemnych ziaren maku przywodzi na myśl upierzenie kukułki.